# أحمد بن عبد الله الزواوي
أبو العباس أحمد بن عبد الله الزواوي (800- 884هـ).. (1398 – 1479م)أحمد بن عبد الله الجزائري الزواوي شهاب الدين أبو العباس، متكلم،
فقيه، مالكي، من كبار العلماء في وقته، يقال أنه نظير عبد الرحمن الثعالبي علما وعملا، أصله من قبيلة زواوة، سكن الجزائر وتوفي بها

## قالوا عنه
قال السخاوي: «من المشهورين بالصلاح والعلم والورع والتحقيق»

وقال الشيخ زروق: "كان شيخنا أبو العباس أحمد الجزائري من أعظم العلماء إتباعا للسنة، وأكبرهم حالا في الورع، وكان يشير علينا بأنه
ينبغي لمن وسع الله عليه من الدنيا أن يظهر عليه اثر النعمة الله تعالى باستعمالها على وجه يباح، ولا يخل بالحق ولا بالحقيقة بأن يلبس أحسن لباس جنسه أو
وسطه ويتخذ مرقعة إن أمكنه يجعلها عدته وأصل لباسه فما دام غنيا عنها استغنى وإلا فهي مرجع عنده."

## كفاية المريد (نظم اللامية المشهور)
من آثاره ((كفاية المريد)) في علم الكلام، منظومة لامية تنيف على 400 بيت، وتسمى أيضا ((الجزائرية في العقائد الإيمانية))شرحها الإمام محمد بنيوسف السنوسي التلمساني وأثنى عليه.
الحمدُ للهِ فهو الواحدُ الأزلي *.* سبحانهُ جلّ عن شبهٍ وعن مِثْلِ

فليس يُحصى الذي أولاهُ من نعمٍ *.* أجلُّهـَا نعمـةُ الإيمانِ بالرّسُـلِ

من ذا من الخَلْقِ يقضي شُكْرَ واهِبها *.* لو كانَ يشْكُرُ طولَ الدَّهْرِ لم يَصِلِ

ثُم الصّلاةُ على خيرِ الورى أبَدًا *.* وصَحْبِه مع سَلامٍ طيِّبِ حامِلِ

و بعدُ فالعِلْمُ بالتوحيدِ مُفتَرضٌ *.* بالاحتِلامِ وعقْلٍ غيرِ مُختَبِِلِِ

و بالمحيضِ وسِنٍّ حدّهُ ذكَرُوا *.* وليس مَْن ألحَقَ الإنباتَ ذا خَلَلِ

بل كلُّ ما بلِسانِ الشَّرْعِ تفعلُه *.* فرضٌ تعلُّمُه وإِنْ جهلتَ سَلِ

فهاكَ نظْمَ فصولٍ من قواعدِه *.* منْ رامَ بالنّظْمِ جبرَ الكُلِّ لم ينَلِ

لعلّ قَارِئَه بالنَّظمِ يَحْفَظُه *.* فقد حوى جُمُلا تُنبيه عن جُمَلِ

و منه يفهمُ ما يكفيه مُعتقدًا *.* فليشتغلْ بعدُ بالتكليفِ مِنْ عملِ

فاللهَ نسئلُ في نفعِ الجميعِ به *.* إذْ لا يُضيعُ فضلاً كلَّ ذي أمَلِ

قد أنكر القومُ تقليداً بلا نظَرِ *.* ولا دليلَ على التّوحيدِ لم يقُلِ

و قيل يكفي وبعضُ النّاسِ رجّحَهُ *.* وقيل ذو الفَهْمِ عاصٍ غيرُ مُمتَثِلِ

و قيلَ إنْ قلَّد القُرأن صحَّ له *.* مقلِّدُ الحقِّ ذو حقٍّ بلا هَزَلِ

و قيلَ لا إذ يُرى هذا توقّفُه *.* على الدّلالة بالتَّصديقِ للرُّسُلِ

ثُم الخِلافُ إذا ما لم يَكُنْ تَبَعاً *.* يقفو مقلِّدُه مهم يمِلْ يَمِلِ

إذْ كلُّ ما لم تكن قطْعاً عقيدته *.* على شفا جُرْفٍ هاوٍ مِنَ الخَطَلِ

لأنّ توحيدَنا أصلُ النَّجاة غداً *.* وعِنْد من قد مضى منْ مُسْلِمِ المِلَلِ

فلايليقُ بنا إلاّ اليقينُ به *.* على سبيلِ الهُدى لا غيْرُ من سُبُلِ

فَنَسئلُ الله فيضاً منْ هدايَتِه *.* منْ لمْ يُنِلْهُ الهُدى لم ينْجُ من زَلَلِ